# Dolenja vas (gmina Divača)
Dolenja vas – wieś w Słowenii, w gminie Divača. W 2018 roku liczyła 159 mieszkańców.